# Copa das Confederações da CAF de 2024–25
A Copa das Confederações da CAF de 2024–25, oficialmente a Copa das Confederações da CAF TotalEnergies por motivos de patrocínio, foi a 22ª edição da Copa das Confederações da CAF e a 50ª temporada geral do torneio secundário de futebol de clubes da África, organizado pela Confederação Africana de Futebol (CAF).
Os vencedores, RS Berkane, ganharam o direito de jogar contra os vencedores da Liga dos Campeões da CAF de 2024–25 na Supercopa da CAF de 2025.

## Alocação das equipes associadas
Todas as 54 associações-membro da CAF podem entrar na Copa das Confederações da CAF, com as 12 associações mais bem classificadas de acordo com o ranking de 5 anos da CAF elegíveis para inscrever duas equipes na competição. Como resultado, um máximo de 68 equipes poderiam entrar no torneio - embora esse nível nunca tenha sido alcançado.
Para a edição desta temporada, a CAF utilizou o ranking quinquenal da CAF de 2019-2024, que calcula os pontos de cada federação participante com base no desempenho de seus clubes ao longo dos cinco anos na Liga dos Campeões da CAF e na Copa das Confederações da CAF. Os critérios para a pontuação são os seguintes:
|                                 | Liga dos Campeões da CAF | Copa das Confederações da CAF |
| ------------------------------- | ------------------------ | ----------------------------- |
| Campeão                         | 6 pontos                 | 5 pontos                      |
| Vice-campeão                    | 5 pontos                 | 4 pontos                      |
| Semifinalistas derrotados       | 4 pontos                 | 3 pontos                      |
| Derrotados nas quartas de final | 3 pontos                 | 2 pontos                      |
| 3° lugar nos grupos             | 2 pontos                 | 1 ponto                       |
| 4° lugar nos grupos             | 1 ponto                  | 0.5 ponto                     |

Os pontos foram multiplicados por um coeficiente de acordo com a temporada da seguinte forma:
- 2023–24: × 5
- 2022–23: × 4
- 2021–22: × 3
- 2020–21: × 2
- 2019–20: × 1

## Equipes
As seguintes 52 equipes de 40 associações participaram da competição.
- As equipes em negrito avançaram para a segunda fase.
- As demais equipes avançaram para a primeira fase.

As associações são mostradas de acordo com sua classificação de 5 anos da CAF de 2019-2023 — aquelas com uma pontuação de classificação têm sua classificação e pontuação (entre parênteses) indicadas.
| Associação                     | Classificação (Pts) | Equipe             | Método qualificatório                                                      |
| ------------------------------ | ------------------- | ------------------ | -------------------------------------------------------------------------- |
| Egito                          | 1 (184)             | Zamalek            | - Atuais campeões (Vencedores da Copa das Confederações da CAF de 2023–24) |
| Egito                          | 1 (184)             | Al Masry           | Terceiro lugar no Campeonato Egípcio de 2023–24 após 17 rodadas            |
| Marrocos                       | 2 (148)             | RS Berkane         | Terceiro lugar no Campeonato Marroquino de 2023–24                         |
| Marrocos                       | 2 (148)             | Union de Touarga   | Quarto lugar no Campeonato Marroquino de 2023–24                           |
| Argélia                        | 3 (119)             | CS Constantine     | Terceiro lugar no Campeonato Argelino de 2023–24                           |
| Argélia                        | 3 (119)             | USM Alger          | Quarto lugar no Campeonato Argelino de 2023–24                             |
| África do Sul                  | 4 (106)             | Stellenbosch       | Terceiro lugar no Campeonato Sul-Africano de 2023–24                       |
| África do Sul                  | 4 (106)             | Sekhukhune United  | Quarto lugar no Campeonato Sul-Africano de 2023–24                         |
| Tunísia                        | 5 (97)              | CS Sfaxien         | Terceiro lugar no Campeonato Tunisiano de 2023–24                          |
| Tunísia                        | 5 (97)              | Stade Tunisien     | Campeão da Copa da Tunísia de 2023–24                                      |
| Tanzânia                       | 6 (71)              | Simba              | Terceiro lugar no Campeonato Tanzaniano de 2023–24                         |
| Tanzânia                       | 6 (71)              | Coastal Union      | Quarto lugar no Campeonato Tanzaniano de 2023–24                           |
| República Democrática do Congo | 7 (54)              | Saint-Éloi Lupopo  | Terceiro lugar no Linafoot de 2023–24                                      |
| República Democrática do Congo | 7 (54)              | AS Vita Club       | Campeão da Copa da República Democrática do Congo de 2023–24               |
| Angola                         | 8 (51.5)            | Desportivo da LS   | Terceiro lugar no Girabola de 2023–24                                      |
| Angola                         | 8 (51.5)            | Bravos do Maquis   | Vice-campeão da Taça de Angola de 2023–24                                  |
| Líbia                          | 10 (35)             | Al Ahli Tripoli    | Terceiro lugar no Campeonato Líbio de 2023–24                              |
| Líbia                          | 10 (35)             | Al Hilal Benghazi  | Quarto lugar no Campeonato Líbio de 2023–24                                |
| Costa do Marfim                | 11 (30.5)           | ASEC Mimosas       | Terceiro lugar no Campeonato Marfinense de 2023–24                         |
| Costa do Marfim                | 11 (30.5)           | RC Abidjan         | Campeão da Copa da Costa do Marfim de 2024                                 |
| Nigéria                        | 12 (25)             | Enyimba            | Terceiro lugar na Liga Profissional da Nigéria de 2023–24                  |
| Nigéria                        | 12 (25)             | El Kanemi Warriors | Campeão da Copa da Federação da Nigéria de 2024                            |

| Associação         | Classificação (Pts) | Equipe                | Método qualificatório                                         |
| ------------------ | ------------------- | --------------------- | ------------------------------------------------------------- |
| Guiné              | 13 (20.5)           | Hafia                 | Terceiro lugar no Campeonato Guineano de 2023–24              |
| Gana               | 14 (20)             | Nsoatreman            | Campeão da Copa de Gana de 2023–24                            |
| Mali               | 15 (15)             | Stade Malien          | Campeão da Copa Mali de 2023–24                               |
| Camarões           | 16 (11.5)           | Fovu Club             | Campeão da Copa de Camarões de 2024                           |
| República do Congo | 18 (9.5)            | AS Otohô              | Vice-campeão do Campeonato Congolês de 2024                   |
| Botswana           | 19 (8)              | Orapa United          | Vice-campeão da Copa Desafio da Federação de Botsuana de 2024 |
| Zâmbia             | 20 (7.5)            | ZESCO United          | Vice-campeão do Campeonato Zambiano de 2023–24                |
| Senegal            | 21 (6)              | ASC Jaraaf            | Campeão da Copa da Federação de Senegal de 2023–24            |
| Togo               | T-22 (4)            | ASC Kara              | Vice-campeão do Campeonato Togolês de 2023–24                 |
| Uganda             | T-22 (4)            | Kitara                | Vice-campeão do Campeonato Ugandense de 2023–24               |
| Essuatíni          | T-24 (1.5)          | Nsingizini Hotspurs   | Vice-campeão do Campeonato Essuatiniano de 2023–24            |
| Níger              | T-24 (1.5)          | AS FAN                | Campeão da Copa do Níger de 2024                              |
| Burquina Fasso     | T-26 (1)            | Étoile Filante        | Campeão da Copa de Burquina Fasso de 2024Predefinição:Cref2   |
| Zimbabwe           | T-26 (1)            | Dynamos               | Campeão da Copa do Zimbabwe de 2024                           |
| Benim              | 28 (0.5)            | Dadje                 | Campeão da Copa do Benim de 2024                              |
| Burundi            | —                   | Rukinzo               | Campeão da Copa do Burundi de 2024                            |
| Chade              | —                   | Elect Sport           | Vice-campeão do Campeonato Chadiano de 2024                   |
| Comores            | —                   | Alizé Fort            | Vice-campeão da Copa de Comores de 2024                       |
| Guiné Equatorial   | —                   | 15 de Agosto          | Campeão da Copa de Guiné Equatorial de 2024                   |
| Etiópia            | —                   | Ethiopian Coffee      | Vice-campeão do Campeonato Etíope de 2023–24                  |
| Quênia             | —                   | Administration Police | Campeão da Copa dos Presidentes da Federação Queniana de 2024 |
| Libéria            | —                   | Paynesville           | Campeão da Copa da Libéria de 2024                            |
| Madagáscar         | —                   | Elgeco Plus           | Campeão da Copa de Madagascar de 2024                         |
| Moçambique         | —                   | Black Bulls           | Campeão da Taça de Moçambique de 2024                         |
| Ruanda             | —                   | Police FC             | Campeão da Copa de Ruanda de 2024                             |
| Seicheles          | —                   | Foresters             | Campeão da Copa da Federação de Seicheles de 2024             |
| Serra Leoa         | —                   | East End Lions        | Campeão da Copa de Serra Leoa de 2024                         |
| Somália            | —                   | Horseed               | Campeão da Copa da Somália de 2024                            |
| Sudão do Sul       | —                   | Jamus                 | Campeão da Copa Nacional de Sudão do Sul de 2024              |
| Zanzibar           | —                   | Uhamiaji              | Campeão da Copa de Zanzibar de 2024                           |

Associações que não inscreveram uma equipe
- Sudão (9 – 37 pts; elegível para dois participantes)
- Mauritânia (17 – 10.5 pts)
- Cabo Verde
- República Centro-Africana
- Djibuti
- Eritreia
- Gabão
- Gâmbia
- Guiné-Bissau
- Lesoto
- Malawi
- Ilhas Maurícias
- Namíbia
- Reunião
- São Tomé e Príncipe

## Calendário
O cronograma do torneio classificatório é o seguinte.
| Fase                    | Rodada           | Data do sorteio         | Jogo de ida               | Jogo de volta             |
| ----------------------- | ---------------- | ----------------------- | ------------------------- | ------------------------- |
| Rodadas de qualificação | Primeira rodada  | 11 de julho de 2024     | 16–18 de agosto de 2024   | 23–25 de agosto de 2024   |
| Rodadas de qualificação | Segunda rodada   | 11 de julho de 2024     | 13–15 de setembro de 2024 | 20–22 de setembro de 2024 |
| Fase de grupos          | 1ª rodada        | 7 de outubro de 2024    | 27 de novembro de 2024    | 27 de novembro de 2024    |
| Fase de grupos          | 2ª rodada        | 7 de outubro de 2024    | 8 de dezembro de 2024     | 8 de dezembro de 2024     |
| Fase de grupos          | 3ª rodada        | 7 de outubro de 2024    | 15 de dezembro de 2024    | 15 de dezembro de 2024    |
| Fase de grupos          | 4ª rodada        | 7 de outubro de 2024    | 5 de janeiro de 2025      | 5 de janeiro de 2025      |
| Fase de grupos          | 5ª rodada        | 7 de outubro de 2024    | 12 de janeiro de 2025     | 12 de janeiro de 2025     |
| Fase de grupos          | 6ª rodada        | 7 de outubro de 2024    | 19 de janeiro de 2025     | 19 de janeiro de 2025     |
| Fase eliminatória       | Quartas de final | 20 de fevereiro de 2025 | 2 de abril de 2025        | 9 de abril de 2025        |
| Fase eliminatória       | Semifinais       | 20 de fevereiro de 2025 | 20 de abril de 2025       | 27 de abril de 2025       |
| Fase eliminatória       | Final            | 20 de fevereiro de 2025 | 17 de maio de 2025        | 25 de maio de 2025        |

## Rodadas de qualificação
O sorteio para as rodadas de qualificação foi realizado em 11 de julho de 2024, 12:00 GMT (15:00 (UTC+3), hora local), na sede da CAF no Cairo, Egito.
Nas fases classificatórias, cada partida foi disputada em partidas de ida e volta. Em caso de empate no placar agregado após o segundo jogo, a regra do gol fora de casa era aplicada e, em caso de empate, a prorrogação não era disputada, e a decisão por pênaltis era utilizada para determinar o vencedor (Regulamentos III. 13 e 14).

### Primeira rodada
| Equipe 1              | Total       | Equipe 2          | 1.º jogo | 2.º jogo |
| --------------------- | ----------- | ----------------- | -------- | -------- |
| El Kanemi Warriors    | 2–3         | Dadje             | 1–1      | 1–2      |
| ASC Kara              | 4–2         | AS FAN            | 2–2      | 2–0      |
| Paynesville           | 5–0         | Fovu Club         | 4–0      | 1–0      |
| Hafia                 | 1–1 (gf)    | Étoile Filante    | 1–1      | 0–0      |
| Union de Touarga      | 0–0 (1–2 p) | RC Abidjan        | 0–0      | 0–0      |
| East End Lions        | 0–4         | ASC Jaraaf        | 0–1      | 0–3      |
| Administration Police | 1–0         | Ethiopian Coffee  | 0–0      | 1–0      |
| Jamus                 | 0–5         | Stade Tunisien    | 0–1      | 0–4      |
| Uhamiaji              | 1–5         | Al Ahli Tripoli   | 0–2      | 1–3      |
| Kitara                | 4–6         | Al Hilal Benghazi | 2–3      | 2–3      |
| Horseed               | 0–2         | Rukinzo           | 0–0      | 0–2      |
| Nsingizini Hotspurs   | 0–8         | Stellenbosch      | 0–3      | 0–5      |
| Elgeco Plus           | 1–1 (gf)    | Desportivo da LS  | 1–1      | 0–0      |
| Bravos do Maquis      | 3–0         | Coastal Union     | 3–0      | 0–0      |
| Alizé Fort            | 0–11        | Black Bulls       | 0–7      | 0–4      |
| 15 de Agosto          | 1–4         | AS Otohô          | 0–2      | 1–2      |
| Foresters             | 1–3         | Orapa United      | 1–1      | 0–2      |
| Dynamos               | 1–0         | ZESCO United      | 1–0      | 0–0      |
| Nsoatreman            | 5–0         | Elect Sport       | 3–0      | 2–0      |
| CS Constantine        | 4–1         | Police            | 2–0      | 2–1      |

### Segunda rodada
Os 16 vencedores da segunda rodada avançaram para a fase de grupos.
| Equipe 1              | Total       | Equipe 2          | 1.º jogo | 2.º jogo |
| --------------------- | ----------- | ----------------- | -------- | -------- |
| Dadje                 | 0–7         | RS Berkane        | 0–2      | 0–5      |
| ASC Kara              | 2–3         | ASEC Mimosas      | 2–1      | 0–2      |
| Paynesville           | 2–3         | Stade Malien      | 1–0      | 1–3      |
| Étoile Filante        | 0–0 (2–3 p) | Enyimba           | 0–0      | 0–0      |
| RC Abidjan            | 0–3         | ASC Jaraaf        | 0–0      | 0–3      |
| Administration Police | 1–3         | Zamalek           | 0–1      | 1–2      |
| Stade Tunisien        | 1–2         | USM Alger         | 1–0      | 0–2      |
| Al Ahli Tripoli       | 1–3         | Simba             | 0–0      | 1–3      |
| Al Hilal Benghazi     | 5–5 (3–5 p) | Al Masry          | 3–2      | 2–3      |
| Rukinzo               | 0–2         | CS Sfaxien        | 0–1      | 0–1      |
| Stellenbosch          | 3–1         | AS Vita Club      | 2–0      | 1–1      |
| Desportivo da LS      | 2–2 (gf)    | Sekhukhune United | 1–0      | 1–2      |
| Bravos do Maquis      | 3–1         | Saint-Éloi Lupopo | 1–0      | 2–1      |
| Black Bulls           | 2–2 (gf)    | AS Otohô          | 1–0      | 1–2      |
| Orapa United          | 1–1 (3–1 p) | Dynamos           | 0–1      | 1–0      |
| Nsoatreman            | 0–3         | CS Constantine    | 0–2      | 0–1      |

## Fase de grupos
O sorteio para a fase de grupos foi realizado em 7 de outubro de 2024, 10:00 GMT (15:00 (UTC+3), hora local), no Cairo, Egito. Os 16 vencedores da segunda rodada das eliminatórias foram divididos em quatro grupos de quatro.
As equipes foram classificadas de acordo com seu desempenho nas competições da CAF nas cinco temporadas anteriores (os pontos do ranking quinquenal da CAF são exibidos ao lado de cada equipe). Cada grupo continha uma equipe do Pote 1 e uma do Pote 2, com dois grupos incluindo uma equipe do Pote 3 e uma do Pote 4, e os dois grupos restantes contendo duas equipes do Pote 4. As equipes foram alocadas às posições em seus respectivos grupos de acordo com seu pote.

### Grupo A
| Pos | Equipe           | Pts | J | V | E | D | GP | GC | SG | Classificado                    |
| --- | ---------------- | --- | - | - | - | - | -- | -- | -- | ------------------------------- |
| 1   | Simba            | 13  | 6 | 4 | 1 | 1 | 8  | 4  | +4 | Avança para a Fase eliminatória |
| 2   | CS Constantine   | 12  | 6 | 4 | 0 | 2 | 12 | 6  | +6 | Avança para a Fase eliminatória |
| 3   | Bravos do Maquis | 7   | 6 | 2 | 1 | 3 | 7  | 14 | −7 |                                 |
| 4   | CS Sfaxien       | 3   | 6 | 1 | 0 | 5 | 7  | 10 | −3 |                                 |

### Grupo B
| Pos | Equipe           | Pts | J | V | E | D | GP | GC | SG  | Classificado                  |
| --- | ---------------- | --- | - | - | - | - | -- | -- | --- | ----------------------------- |
| 1   | RS Berkane       | 16  | 6 | 5 | 1 | 0 | 12 | 1  | +11 | Avança para Fase eliminatória |
| 2   | Stellenbosch     | 9   | 6 | 3 | 0 | 3 | 6  | 10 | −4  | Avança para Fase eliminatória |
| 3   | Desportivo da LS | 5   | 6 | 1 | 2 | 3 | 2  | 6  | −4  |                               |
| 4   | Stade Malien     | 4   | 6 | 1 | 1 | 4 | 3  | 6  | −3  |                               |

### Grupo C
| Pos | Equipe       | Pts | J | V | E | D | GP | GC | SG  | Classificado                  |
| --- | ------------ | --- | - | - | - | - | -- | -- | --- | ----------------------------- |
| 1   | USM Alger    | 14  | 6 | 4 | 2 | 0 | 14 | 2  | +12 | Avança para Fase eliminatória |
| 2   | ASEC Mimosas | 8   | 6 | 2 | 2 | 2 | 7  | 5  | +2  | Avança para Fase eliminatória |
| 3   | ASC Jaraaf   | 8   | 6 | 2 | 2 | 2 | 2  | 4  | −2  |                               |
| 4   | Orapa United | 2   | 6 | 0 | 2 | 4 | 1  | 13 | −12 |                               |

1. 1 2  Classificados pela diferença de gols em confrontos diretos: ASEC Mimosas +1, ASC Jaraaf –1.

### Grupo D
| Pos | Equipe      | Pts | J | V | E | D | GP | GC | SG | Classificado                  |
| --- | ----------- | --- | - | - | - | - | -- | -- | -- | ----------------------------- |
| 1   | Zamalek     | 14  | 6 | 4 | 2 | 0 | 11 | 4  | +7 | Avança para Fase eliminatória |
| 2   | Al Masry    | 9   | 6 | 2 | 3 | 1 | 7  | 4  | +3 | Avança para Fase eliminatória |
| 3   | Enyimba     | 5   | 6 | 1 | 2 | 3 | 8  | 12 | −4 |                               |
| 4   | Black Bulls | 4   | 6 | 1 | 1 | 4 | 7  | 13 | −6 |                               |

## Fase eliminatória
O mecanismo dos sorteios para cada rodada foi o seguinte:
- No sorteio das quartas de final, os quatro vencedores dos grupos foram cabeças de chave, e os quatro segundos colocados foram colocados no mesmo pote. As equipes cabeças de chave foram sorteadas contra as equipes não cabeças de chave, com as equipes cabeças de chave sediando o jogo de volta. Equipes do mesmo grupo não poderiam ser sorteadas entre si, enquanto equipes da mesma associação poderiam ser sorteadas entre si.
- No sorteio das semifinais, não houve cabeças de chave, e equipes do mesmo grupo ou da mesma associação poderiam ser sorteadas entre si. Como os sorteios das quartas de final e das semifinais foram realizados juntos antes das quartas de final, a identidade dos vencedores das quartas de final não era conhecida no momento do sorteio das semifinais.

| Grupo | 1° colocado | 2° colocado    |
| ----- | ----------- | -------------- |
| A     | Simba       | CS Constantine |
| B     | RS Berkane  | Stellenbosch   |
| C     | USM Alger   | ASEC Mimosas   |
| D     | Zamalek     | Al Masry       |

### Chaveamento
A chave foi decidida após o sorteio da fase eliminatória, realizado em 20 de fevereiro de 2025, às 17h00 UTC+3 na sede da beIN Sports em Doha, Catar.
|  | Quartas de final       | Quartas de final       | Quartas de final       | Quartas de final       |   |            | Semifinais               | Semifinais               | Semifinais               | Semifinais               |  |            | Final              | Final              | Final              | Final              |  |  |
|  | 2 a 9 de abril de 2025 | 2 a 9 de abril de 2025 | 2 a 9 de abril de 2025 | 2 a 9 de abril de 2025 |   |            | 20 a 27 de abril de 2025 | 20 a 27 de abril de 2025 | 20 a 27 de abril de 2025 | 20 a 27 de abril de 2025 |  |            | 17 de maio de 2025 | 17 de maio de 2025 | 17 de maio de 2025 | 17 de maio de 2025 |  |  |
|  |                        |                        |                        |                        |   |            |                          |                          |                          |                          |  |            |                    |                    |                    |                    |  |  |
|  | ASEC Mimosas           | 0                      | 0                      | 0                      |   |            |                          |                          |                          |                          |  |            |                    |                    |                    |                    |  |  |
|  | RS Berkane             | 1                      | 1                      | 2                      |   |            |                          |                          |                          |                          |  |            |                    |                    |                    |                    |  |  |
|  | RS Berkane             | 1                      | 1                      | 2                      |   | RS Berkane | 4                        | 0                        | 4                        |                          |  |            |                    |                    |                    |                    |  |  |
|  |                        |                        |                        |                        |   | RS Berkane | 4                        | 0                        | 4                        |                          |  |            |                    |                    |                    |                    |  |  |
|  |                        | CS Constantine         | 0                      | 1                      | 1 |            |                          |                          |                          |                          |  |            |                    |                    |                    |                    |  |  |
|  | CS Constantine (pen.)  | CS Constantine         | 0                      | 1                      | 1 | 1          | 1                        | 2 (4)                    |                          |                          |  |            |                    |                    |                    |                    |  |  |
|  | CS Constantine (pen.)  |                        |                        |                        |   | 1          | 1                        | 2 (4)                    |                          |                          |  |            |                    |                    |                    |                    |  |  |
|  | USM Alger              | 1                      | 1                      | 2 (3)                  |   |            |                          |                          |                          |                          |  |            |                    |                    |                    |                    |  |  |
|  | USM Alger              | 1                      | 1                      | 2 (3)                  |   |            |                          |                          |                          |                          |  | RS Berkane | 2                  | 1                  | 3                  |                    |  |  |
|  |                        |                        |                        |                        |   |            |                          |                          |                          |                          |  | RS Berkane | 2                  | 1                  | 3                  |                    |  |  |
|  |                        | Simba                  | 0                      | 1                      | 1 |            |                          |                          |                          |                          |  |            |                    |                    |                    |                    |  |  |
|  | Al Masry               | Simba                  | 0                      | 1                      | 1 | 2          | 0                        | 2 (1)                    |                          |                          |  |            |                    |                    |                    |                    |  |  |
|  | Al Masry               |                        |                        |                        |   | 2          | 0                        | 2 (1)                    |                          |                          |  |            |                    |                    |                    |                    |  |  |
|  | Simba (pen.)           | 0                      | 2                      | 2 (4)                  |   |            |                          |                          |                          |                          |  |            |                    |                    |                    |                    |  |  |
|  | Simba (pen.)           | 0                      | 2                      | 2 (4)                  |   | Simba      | 1                        | 0                        | 1                        |                          |  |            |                    |                    |                    |                    |  |  |
|  |                        |                        |                        |                        |   | Simba      | 1                        | 0                        | 1                        |                          |  |            |                    |                    |                    |                    |  |  |
|  |                        | Pyramids               | 0                      | 0                      | 0 |            |                          |                          |                          |                          |  |            |                    |                    |                    |                    |  |  |
|  | Stellenbosch           | Pyramids               | 0                      | 0                      | 0 | 0          | 1                        | 1                        |                          |                          |  |            |                    |                    |                    |                    |  |  |
|  | Stellenbosch           |                        |                        |                        |   | 0          | 1                        | 1                        |                          |                          |  |            |                    |                    |                    |                    |  |  |
|  | Zamalek                | 0                      | 0                      | 0                      |   |            |                          |                          |                          |                          |  |            |                    |                    |                    |                    |  |  |

### Quartas de final
| Equipe 1          | Total       | Equipe 2   | 1.º jogo | 2.º jogo |
| ----------------- | ----------- | ---------- | -------- | -------- |
| Stellenbosch F.C. | 1–0         | Zamalek    | 0–0      | 1–0      |
| ASEC Mimosas      | 0–2         | RS Berkane | 0–1      | 0–1      |
| CS Constantine    | 2–2 (4–3 p) | USM Alger  | 1–1      | 1–1      |
| Al Masry          | 2–2 (1–4 p) | Simba      | 2–0      | 0–2      |

### Semifinais
| Equipe 1   | Total | Equipe 2       | 1.º jogo | 2.º jogo |
| ---------- | ----- | -------------- | -------- | -------- |
| RS Berkane | 4–1   | CS Constantine | 4–0      | 0–1      |
| Simba      | 1–0   | Stellenbosch   | 1–0      | 0–0      |

### Final
| 17 de maio de 2025 | RS Berkane               | 2 – 0     | Simba | Estádio Municipal de Berkane, Berkane |
| 20:00 (UTC+1)      | Camara 8' · Lamlioui 14' | Relatório |       | Público: 10 000 Árbitro: Pierre Atcho |

| 25 de maio de 2025 | Simba      | 1 – 1     | RS Berkane   | Estádio Amaan, Zanzibar               |
| 16:00 (UTC+3)      | Mutale 17' | Relatório | 90+3' Sidibe | Público: 15 000 Árbitro: Dahane Beida |

## Premiação
| Copa das Confederações da CAF de 2024–25 |
| Marrocos                                 |
| ---------------------------------------- |
| RS Berkane Campeão (3.º título)          |

## Artilheiros
| Classificação | Jogador                 | Equipe     | RD1 | RD2 | RD3 | RD4 | RD5 | RD6 | QF1 | QF2 | SF1 | SF2 | F1 | F2 | Total |
| ------------- | ----------------------- | ---------- | --- | --- | --- | --- | --- | --- | --- | --- | --- | --- | -- | -- | ----- |
| 1             | Oussama Lamlioui        | RS Berkane |     |     |     |     |     | 1   |     | 1   | 2   |     | 1  |    | 5     |
| 1             | Ismaïl Belkacemi        | USM Alger  | 2   |     | 2   |     |     | 1   |     |     |     |     |    |    | 5     |
| 3             | Ifeanyi Ihemekwele      | Enyimba    |     | 1   |     | 1   | 1   | 1   |     |     |     |     |    |    | 4     |
| 4             | Issoufou Dayo           | RS Berkane | 2   |     | 1   |     |     |     |     |     |     |     |    |    | 3     |
| 4             | Youssef Zghoudi         | RS Berkane |     | 2   |     |     |     | 1   |     |     |     |     |    |    | 3     |
| 4             | Paul Bassène            | RS Berkane |     |     |     |     |     | 2   |     |     | 1   |     |    |    | 3     |
| 4             | Kibu Denis              | Simba      |     |     | 2   |     |     | 1   |     |     |     |     |    |    | 3     |
| 4             | Fakhreddine Ben Youssef | Al Masry   |     |     |     |     |     | 3   |     |     |     |     |    |    | 3     |
| 4             | Seifeddine Jaziri       | Zamalek    |     | 1   |     |     |     | 2   |     |     |     |     |    |    | 3     |

## Links Externos
- Site oficial